# ブイ (ロシア)
座標: 北緯58度29分 東経41度32分 / 北緯58.483度 東経41.533度

ブイの紋章

ブイ（ロシア語: Буй、ラテン文字表記の例: Buy）は、ロシア西部、コストロマ州にある町。人口は2万564人（2021年）。首都モスクワから北東へ450キロメートル、州都コストロマからは北東へ100キロメートル。最寄の町は50キロメートル東にあるガーリチ。ヴョクサ川（Вёкса）がコストロマ川に合流する所にある。

## 歴史
ブイは、フィン・ウゴル語族のメリャ人が住む、交易場と砦がある小さな町であった。彼らはこの町を Vuoksensuu または Vieksansuu（Vuoksi / Vieksa川の河口）と呼んでいた。モンゴル帝国のロシア襲来（1237年）頃から、戦乱を逃れてきたロシア人がこの地に住むようになり、メリャ語の地名を縮めてヴイまたはブイと呼ばれるようになった。
1536年、幼いモスクワ大公イヴァン4世（後の雷帝）の摂政として国を支配していたエレナ・グリンスカヤの命令で、モスクワ大公国の東方を守るために木造の要塞がこの地に築かれた。しかしその16年後の1552年、イヴァン4世はカザン・ハン国を征服して併合したため、東方からの侵略の脅威はなくなりブイの軍事的重要性は薄れた。17世紀初頭のロシア・ポーランド戦争では、ポーランド・リトアニア共和国の侵攻によりブイも破壊され荒廃した。
18世紀のブイは主に工芸を営む集落で、人口もわずかだった。1719年にはコストロマ県（グベールニヤ）に帰属し、1778年には市の地位を得た。ブイが経済的に発展するのは、1903年にサンクトペテルブルク-ヴォログダ-ヴャトカ（現在のキーロフ）間の鉄道の駅がブイに開設されたとき以降である。ブイにはヤロスラヴリからダニーロフを経てキーロフ方面に向かう路線も合流しており、現在この区間にはシベリア鉄道の列車が走っている。20世紀初頭から小さな工場ができるようになったが、上下水道・電力・病院などの都市基盤が完成したのは1960年代になってからであった。

## 産業
ブイには化学工場、製材工場、半導体工場、家具工場、食品工場などが立地する。ブイ近郊にはコストロマ原子力発電所を建設する計画がある。